# Lunaç
Lunaç (en francès Lunas) és un municipi occità del Llenguadoc, situat al departament de l'Erau i a la regió d'Occitània.

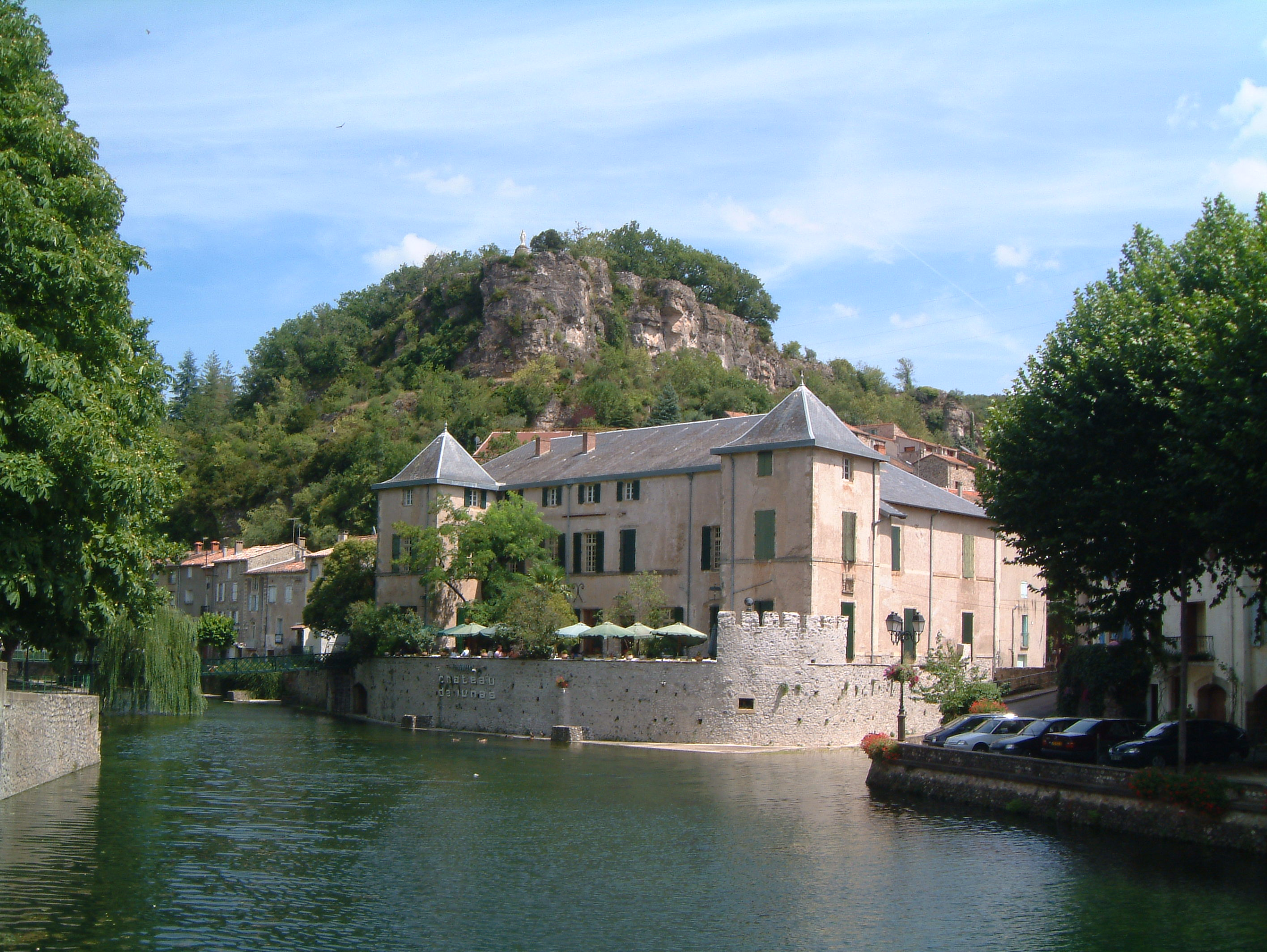
Castell de Lunas.

## Demografia

Població 1962-2008